# Matching Green
Matching Green – wieś w Anglii, w hrabstwie Essex, w dystrykcie Epping Forest. Leży 18 km na zachód od miasta Chelmsford i 39 km na północny wschód od Londynu.